# اولس سانین
اولس سانین (اوکراینی: Олесь Геннадійович Санін؛ زادهٔ ۳۰ ژوئیهٔ ۱۹۷۲) کارگردان فیلم، تهیه‌کننده، فیلم‌نامه‌نویس اهل اوکراین است. وی از سال ۱۹۹۴ میلادی تاکنون مشغول فعالیت بوده‌است.